# Philharmonie de Szczecin

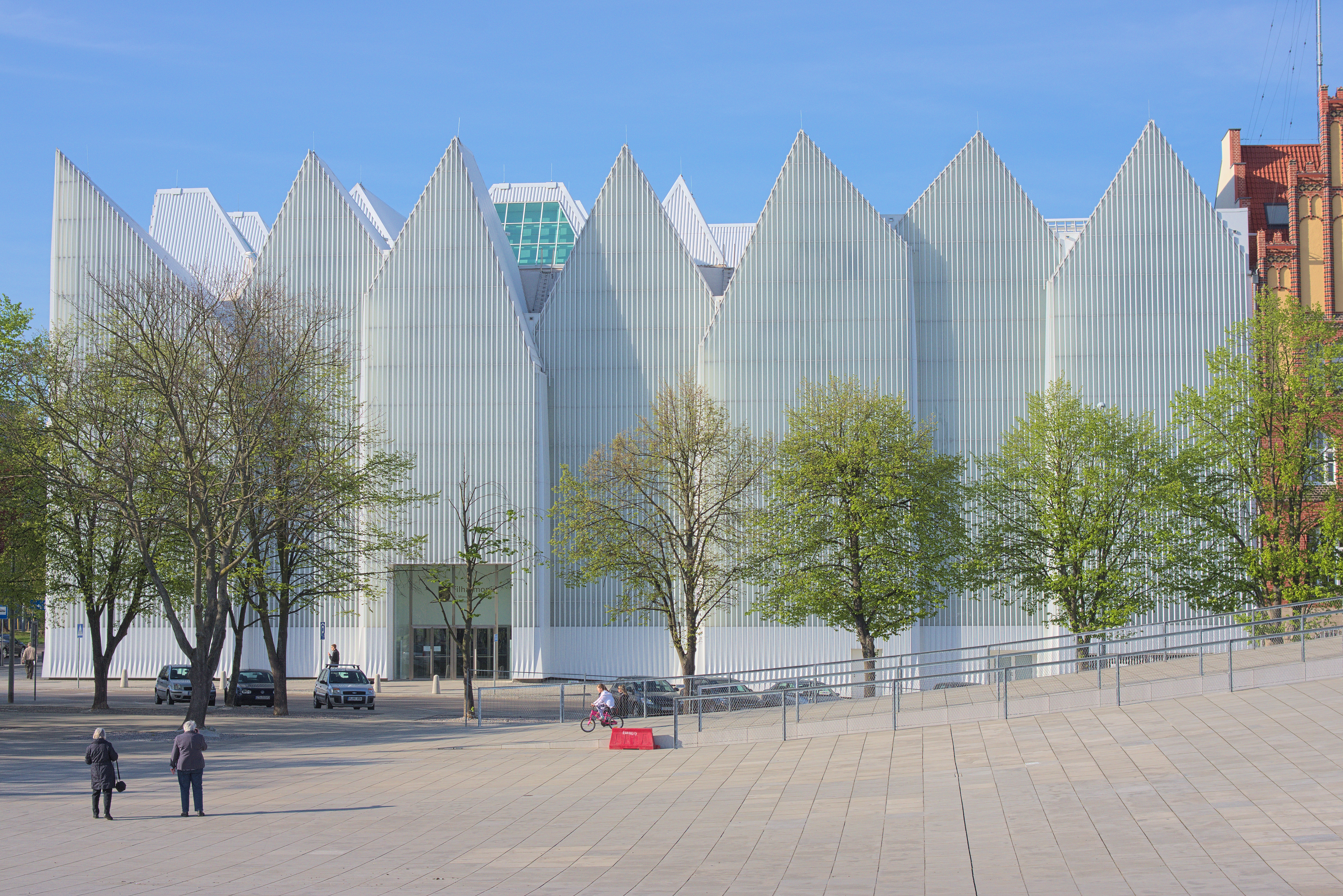
Le siège de la philharmonie de Szczecin

La philharmonie de Szczecin (en polonais : Filharmonia im. Mieczysława Karłowicza w Szczecinie ou Filharmonia Szczecińska), fondée en 1948, est un orchestre philharmonique de la ville de Szczecin, en Pologne. 
Depuis le 14 septembre 2014, le nouveau siège de la Philharmonie est un bâtiment sur la rue Malopolska 48 conçu par Studio Barozzi Veiga à Barcelone. Le nouveau bâtiment a reçu le Prix de l'Union européenne pour l'architecture contemporaine Mies van der Rohe (2015).